# توماس بيكمان (سياسي)
توماس بيكمان هو محامي وسياسي أمريكي، ولد في 4 يوليو 1790 في Kinderhook, New York ‏ في الولايات المتحدة، وتوفي بنفس المكان في 2 فبراير 1870. نشط حزبياً في الحزب الوطني الجمهوري ‏. وقد انتخب عضو مجلس النواب الأمريكي ‏.